# Quartier de la Chapelle
Pour les articles homonymes, voir La Chapelle.
Le quartier de La Chapelle est le 72e quartier administratif de Paris situé dans le 18e arrondissement.

## Situation
Il correspond à la partie sud-est de l'ancienne commune de La Chapelle, rattachée en 1860 à Paris. La Chapelle est resté un quartier typiquement parisien gardant son caractère populaire. Son cœur est situé autour de la place Paul-Éluard — carrefour entre la rue Marx-Dormoy, la rue Ordener et la rue Riquet — ainsi que du marché de La Chapelle tout proche avec la rue commerçante et piétonne, la rue de l'Olive qui le longe.
Situé dans l'est de l'arrondissement, on trouve dans le quartier de la Chapelle :
- le marché de la Chapelle dit aussi marché de l'Olive, rénové en 2011, monument historique ;
- la basilique Sainte-Jeanne-d'Arc, mitoyenne de l’église Saint-Denys de la Chapelle ;
- le parc paysager Les jardins d'Éole, d’une superficie d’environ 4,2 hectares ;
- la halle Pajol, ancien entrepôt SNCF réaménagé avec une centrale photovoltaïque.

Ce site est desservi par la ligne 12 à la station Marx Dormoy et par la ligne 2 à la station La Chapelle.

## Limites du quartier
L'ancienne commune de La Chapelle a été divisée en trois parties :
- la partie nord, au-delà de l'enceinte de Thiers dans la Plaine Saint-Denis, a été rattachée aux communes de Saint-Ouen, Saint-Denis et Aubervilliers ;
- la partie au sud de l'enceinte a été rattachée au 18e arrondissement de Paris, mais a été séparée en deux quartiers administratifs ;
  - la partie au sud-ouest de la rue de la Chapelle a été rattachée au 71e quartier, dit quartier de la Goutte-d'Or ;
  - la partie au sud-est, a été rattachée au 72e quartier, dit quartier de la Chapelle.

Croquis de localisation du quartier de La Chapelle, des quartiers voisins et des principales infrastructures de transport du 18e arrondissement de Paris.

Administrativement, le 72e quartier de Paris, dit de la Chapelle, est depuis 1859 délimité :
- au sud par le boulevard de la Chapelle (limite avec le 10e arrondissement) avec la ligne 2 du métro, aérienne sur cette partie,
- au nord par le boulevard périphérique,
- à l'ouest par la rue Marx-Dormoy et la rue de la Chapelle,
- à l'est par la rue d'Aubervilliers (limite avec le 19e arrondissement).

Mais, de fait, les larges faisceaux ferroviaires à l'ouest menant à la gare du Nord et à l'est conduisant à la gare de l'Est créent une délimitation physique est et ouest un peu différente du quartier.
| Saint-Ouen            | Saint-Denis             | Aubervilliers                |
| La Goutte-d'Or        | quartier de la Chapelle | Pont-de-Flandre, La Villette |
| Saint-Vincent-de-Paul | Saint-Vincent-de-Paul   | Saint-Vincent-de-Paul        |

## Histoire

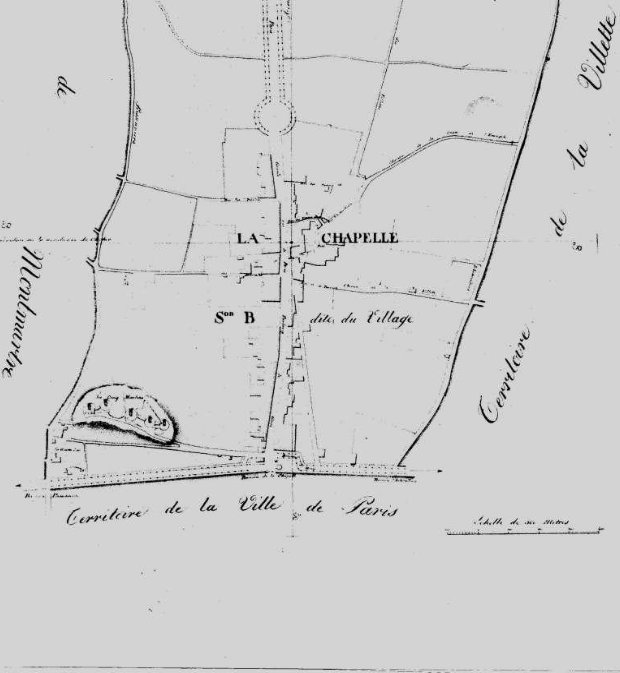
Partie sud de la Chapelle-Saint-Denis en 1814.

L'actuel quartier de la Chapelle correspond au centre du village de La Chapelle dont l'origine remonte au haut Moyen Âge. Il s'organisait le long de l'Estrée, ancienne route qui allait de Paris à Saint-Denis. Le bourg avait pour centre l'église Saint-Denys de la Chapelle. Le village connaît la prospérité grâce à la foire du Lendit, ainsi qu'aux foires aux bestiaux qui étaient emmenés en pâture le long du chemin des Bœufs. La révolution industrielle du XIXe siècle, en lien notamment avec l'ouverture des lignes de la Compagnie des chemins de fer du Nord et de la Compagnie des chemins de fer de l'Est, modifie profondément le village du fait d'une forte poussée démographique et de l'arrivée en masse d'ouvriers.
Sur les conseils du préfet Haussmann et face à l'extension urbaine, Napoléon III décide d'annexer à Paris les territoires situés dans d'autres communes pour leurs parties situées « jusqu'au pied de l'enceinte fortifiée ». La loi du 16 juin 1859 relative à l'extension de Paris du mur des Fermiers généraux à l'enceinte de Thiers supprime la commune de La Chapelle et répartit son territoire entre :
- Paris, pour la majeure partie ;
- Saint-Denis ;
- Aubervilliers, pour la partie à l'est du chemin des Fillettes ;
- Saint-Ouen.

Le cœur du village de La Chapelle, où se situait la mairie (à l'emplacement de l'actuel collège Marx-Dormoy) et la vieille église paroissiale (église Saint-Denys de la Chapelle), forme l'actuel quartier de la Chapelle. La partie ouest de l'ancienne commune rattachée à Paris forme le quartier de la Goutte-d'Or.
La barrière de l'octroi est déplacée le 1er janvier 1860 de la place de la Chapelle à la porte de la Chapelle.
En 1895, dans le quartier de la Chapelle sont installés les ateliers de cartonniers décorateurs qui ont créé des chars de carnaval employés par les étudiants parisiens dans le défilé de la Mi-Carême. On lit, à la fin du compte-rendu de la fête, paru dans le Journal des débats : « […] depuis longtemps déjà les chars ont repris, tristes et vides, le chemin des magasins où ils doivent être remisés, les uns chez les loueurs de voitures, rue de Sèvres et derrière le cimetière du Montparnasse ; les autres chez les cartonniers décorateurs qui les ont fabriqués, à La Chapelle et rue Boulard. »
Après le déclassement de l'enceinte de Thiers en 1919, les territoires rattachés à Saint-Denis et Aubervilliers situés dans la zone non ædificandi des fortifications (la Zone) ont été annexés à Paris par les décrets du 27 juillet 1930. Le boulevard périphérique de Paris a par la suite été construit à cet emplacement.
Le quartier a depuis connu plusieurs vagues d'urbanisation successives (tours Boucry, SuperChapelle et La Sablière dans les années 1960, ZAC Évangile dans les années 1980, ZAC Pajol et Paris-Nord-Est au XXIe siècle).
Le quartier accueille de façon transitoire un centre d'hébergement humanitaire, destiné aux migrants hommes et sans famille, sur une parcelle destinée au futur centre universitaire Condorcet.
En 2017, le quartier fait l'objet de l'attention des médias après que des habitantes de ce quartier populaire se soient plaintes de harcèlement de rue dont elles ont été victimes,. Une pétition contre l'insécurité dans ce quartier réunira des milliers de signatures en deux jours.
La Chapelle compte deux quartiers prioritaires, « La Chapelle-Evangile » et « Porte de la Chapelle-Charles Hermite », qui rassemblent un total de près de 12 000 habitants, ayant un taux de pauvreté de 31 et 40 % respectivement, contre 15 % pour la moyenne parisienne.

## Administration
Le quartier de La Chapelle est le 72e quartier de Paris et relève de son 18e arrondissement. Il est le territoire de deux conseils de quartier depuis 2002 : le conseil de quartier Chapelle-Marx-Dormoy. intéressant les habitants et actifs de sa partie sud et le conseil de quartier Charles-Hermite-Évangile ceux de sa partie nord. La limite entre les deux conseils de quartier correspond à la rue Boucry. Un conseil citoyen est également actif depuis 2015.

## Lieux et monuments
- Marché de La Chapelle,  Inscrit MH (1981)[15]
- Église Saint-Denys de la Chapelle
- Basilique Sainte-Jeanne-d'Arc
- Croix de l'Évangile, dernière croix de chemin (ou croix de carrefour) de Paris
- ZAC Pajol
- ZAC Évangile
- Chapelle international
- Gare de La Chapelle-Saint-Denis
- Espace de glisse parisien 18e[16]

## Places et rues du quartier
- Rue d'Aubervilliers
- Rue Boucry
- Rue Buzelin
- Rue Caillié
- Rue du Canada
- Rue de la Chapelle
- Impasse de la Chapelle
- Place de la Chapelle
- Cité de la Chapelle
- Hameau de la Chapelle
- Rue Charles-Hermite
- Rue Charles-Lauth
- Rue de la Croix-Moreau
- Rue Cugnot
- Impasse du Curé
- Rue du Département
- Rue de l'Évangile
- Rue des Fillettes
- Rue de la Guadeloupe
- Place Hébert
- Rue Jacques-Kablé
- Rue Jean-Cottin
- Rue Jean-Robert
- Rue Jean-François-Lépine
- Rue de Jessaint
- Rue de la Louisiane
- Rue de la Madone
- Rue Marc-Séguin
- Rue de la Martinique
- Impasse Molin
- Rue Moussorgsky
- Esplanade Nathalie-Sarraute
- Rue de l'Olive
- Rue Ordener
- Rue Pajol
- Place Paul-Éluard
- Rue Philippe-de-Girard
- Place Pierre-Mac-Orlan
- Rue des Poissonniers
- Rue du Pré (ou Pré-Maudit)
- Rue Raymond-Queneau
- Rue Romy-Schneider
- Rue des Roses
- Passage Ruelle
- Rue Tchaïkovski
- Rue de Torcy
- Rue Tristan-Tzara
- Rue des Cheminots
- Rue Pierre-Mauroy (Paris)
- Rue Eva-Kotchever
- Allée Lydia-Becker
- Allée Léon-Bronchart
- Rue du Fret
- Rue de la Concertation
- Rue Mado-Maurin
- Passage du Gué

## Espaces verts
- Jardins d'Éole
- Jardins Rosa-Luxemburg
- Square Marc-Seguin
- Square de l'Évangile
- Square Françoise-Hélène-Jourda
- Square Paul-Robin
- Jardin Rachmaninov
- Jardin Nusch-Éluard
- Parc Chapelle-Charbon
- Square du 21-avril-1944
- Square de la Madone et sa fontaine à eau[17]

## Habitants célèbres
- Claude-Emmanuel Lhuillier, dit Chapelle y naquit en 1626. Fils naturel d'un maître de comptes appelé « Lhuillier », il prit le nom de son village natal.
- Louise de Marillac habita au coin des actuelles rue Marx-Dormoy (no 2) et de la place de la Chapelle de 1636 à 1641[18].
- François Eudes de Mézeray y est mort dans sa maison de campagne en 1683[19].
- Albert Simonin (1905-1980), scénariste et auteur de romans policiers. Il est l'auteur de Touchez pas au grisbi !, publié en 1953 et adapté au cinéma par Jacques Becker en 1954, et de Confessions d'un enfant de La Chapelle publié en 1977, qui raconte son enfance dans le quartier.
- Doc Gynéco (né en 1974), rappeur, y a grandi.
- Teddy Riner (né en 1989), judoka, y a grandi.
- Paul Éluard (1895-1952), écrivain, y a habité, avec son épouse l'artiste Nusch Éluard (1906-1946). Une place et un jardin, leur rendent hommage dans le quartier de la Chapelle.
- Charles Le Bargy (1858-1936), acteur et réalisateur, y est né.
- Georgio (né en 1993), rappeur, y a grandi.

## Personnalités liées au quartier
- Les résistantes Suzanne Leclézio (1898-1987) et Yvonne Ziegler (1902-1988) ont prêté secours aux habitants du quartier lors du bombardement du 21 avril 1944 sur le quartier pendant la Seconde Guerre mondiale[20].

## Associations du quartier
- La Bonne Tambouille, active le deuxième samedi du mois sur la place Pierre-Mac-Orlan[21].
- Cactus Initiative
- Capoeira Viola
- Le Shakirail
- Le Trèfle d’Éole
- Association pour le Suivi de l'aménagement de Paris-Nord-Est
- Les Jardins d'Éole, association initiatrice de la création des jardins du même nom.
- École Normale Sociale, structure fondée en 1911, formatrice dans le domaine du travail social, animatrice d'un centre social ancré dans son territoire, porteuse du Fonds de participation des habitants.

### Histoire
- Jacques François, Histoire du village de La Chapelle, Paroisse Saint-Denys de La Chapelle, juin 2002, 208 p..
- Lucien Lambeau, La Chapelle-Saint-Denis : Histoire des communes annexées à Paris en 1859, Ernest Leroux, 1923, 603 p..
- Firmin Leclerc, La Légende de la Chapelle, 1889.
- Fernand Bournon, La Chapelle-Saint-Denis et la Villette, 1896.
- Sylvain Pattieu, Bons baisers de Paris. 300 ans de tourisme dans la capitale, Paris, Paris bibliothèques, octobre 2015, 167 p. (ISBN 978-2-84331-210-6)exposition.

### Littérature
- Jean Rolin, La Clôture, Folio, 2004, 256 p.  (ISBN 978-2070429851).
- Yves Martin, Paris-Champagne, auto-édition, 407 p.
- Marcel Aymé, Derrière chez Martin.
- Jules Romains, Les Hommes de bonne volonté.
- Alexandre Arnoux, Rue de l'Évangile, Éditions du Fourneau, 1993.
- Albert Simonin, Confessions d'un enfant de la Chapelle, Mayenne, Gallimard, NRF, 3 novembre 1977, 271 p. (ISBN 2-07-029757-8).

### Musique
- Léo Ferré, « Âme te souvient-il ? », de l'album Verlaine et Rimbaud.

### Urbanisme
- APUR, quartier des gares du Nord et de l'Est, mai 2012.
- APUR, « CDG Express : aménagement des voies ferroviaires de la porte de la Chapelle ».
- APUR, « L'activité économique dans le quartier de la Chapelle - Premier diagnostic ».
- APUR, « L'évolution physique du quartier de la Chapelle ».
- APUR, « Renouvellement urbain et Jeux olympiques », Paris projet, nos 36-37.
- APUR, Les Tours à Paris. Bilan et prospectives, Ville de Paris, plan local d'urbanisme.
- Région Île-de-France, Plan de déplacements urbains, 2012.
- Région Île-de-France, Schéma directeur de la région Île-de-France, 2012.